# Siegfried Schneider (Autor)
Siegfried „Sigi“ Schneider (* 1937 in Bochum) ist ein deutscher Journalist, Autor und Drehbuchautor. Bekannt wurde er als Verfasser der Bücher zur Krimiserie Siska, zu der er mehr als ein Drittel der Geschichten schrieb. Er war Nachfolger von Herbert Reinecker, der Siska nach vier Folgen altersbedingt verlassen hatte.

## Leben
Schneider arbeitete ab dem 25. Lebensjahr für die Fernsehzeitschrift Hörzu und war damit zwischen 1962 und 1992 journalistisch tätig. Er arbeitete als Korrespondent in verschiedenen deutschen und österreichischen Städten, darunter München, Mainz, Hamburg, Wien.
Im Jahr 1993 begann für das Fernsehen zu arbeiten. Zwischen 1997 und 2006 arbeitete er ausschließlich für den Münchner Produzenten Helmut Ringelmann und dessen Krimireihen Der Alte und Siska.

## Arbeiten fürs Fernsehen
- 1993: Bavaria-Gala (WDR/ BR)
- 1993: Wer, was, wo? Mary?
- 1995: Große Hafenrundfahrt
- 1997: Wunderschöner Norden
- 1998: Europa konkret

## Drehbücher für Krimis
- Der Alte (231): Das ist mein Mord (1997, Regie: Dietrich Haugk)
- Siska (4): Die 10 % Bande (1999, Regie: Hans-Jürgen Tögel)
- Siska (5): Der Bräutigam der letzten Tage (1999, Regie: Hans-Jürgen Tögel)
- Siska (6): Regen in Wimbledon (1999, Regie: Vadim Glowna)
- Siska (7): Blackout (1999, Regie: Hans-Jürgen Tögel)
- Siska (9): Tod auf Kaution (1999, Regie: Hans-Jürgen Tögel)
- Siska (10): Am seidenen Faden (1999, Regie: Hans-Jürgen Tögel)
- Siska (13): Der Schlüssel zum Mord (1999, Regie: Hans-Jürgen Tögel)
- Siska (14): Das Ende von Haug (1999, Regie: Hans-Jürgen Tögel)
- Siska (15): Der Jobkiller (1999, Regie: Hans-Jürgen Tögel)
- Siska (16): Leonardos Geheimnis (1999, Regie: Hans-Jürgen Tögel)
- Siska (17): Mord frei Haus (2000, Regie: Hans-Jürgen Tögel)
- Siska (19): Das letzte Konzert (2000, Regie: Hans-Jürgen Tögel)
- Siska (20): Du lebst noch drei Minuten (2000, Regie: Hans-Jürgen Tögel)
- Siska (21): Laufsteg ins Verderben (2000, Regie: Vadim Glowna)
- Siska (22): Der Erlkönig (2000, Regie: Hans-Jürgen Tögel)
- Siska (23): Zeit genug für einen Mord (2000, Regie: Hans-Jürgen Tögel)
- Siska (25): Die Zeugin (2000, Regie: Hans-Jürgen Tögel)
- Siska (26): Die halbe und die ganze Wahrheit (2001, Regie: Hans-Jürgen Tögel)
- Siska (28): Der Tote im Asphalt (2001, Regie: Hans-Jürgen Tögel)
- Siska (32): 10 Minuten vor Mitternacht (2001, Regie: Hans-Jürgen Tögel)
- Siska (36): Im Schatten des Mörders (2002, Regie: Hans-Jürgen Tögel)
- Siska (39): Eine riskante Beziehung (2002, Regie: Hans-Jürgen Tögel)
- Siska (44): Der Brief aus Rio (2003, Regie: Hans-Jürgen Tögel)
- Siska (46): Tödliches Spiel (2003, Regie: Hans-Jürgen Tögel)
- Siska (50): In letzter Minute (2003, Regie: Hans-Jürgen Tögel)
- Siska (53): Tödlicher Zwiespalt (2004, Regie: Hans-Jürgen Tögel)
- Siska (60): Auf den Tod ist Verlass (2004, Regie: Hans-Jürgen Tögel)
- Siska (63): Zellers letzter Auftrag (2005, Regie: Hans-Jürgen Tögel)
- Siska (64): Hass ist ein stiller Mörder (2005, Regie: Hans-Jürgen Tögel)
- Siska (65): Im Falle meines Todes (2005, Regie: Hans-Jürgen Tögel)
- Siska (69): Keine andere Wahl (2005, Regie: Hans-Jürgen Tögel)
- Siska (73): Zwischen Kain und Abel (2005, Regie: Hans-Jürgen Tögel)
- Siska (76): Ankündigung eines schnellen Todes (2006, Regie: Hans-Jürgen Tögel)

## Bücher
- 2014: Gipsy – Mein erstes Jahr als Hund[5]
- 2022: Der Banker – Erster Fall für Farner und Terranostra (Meran-Krimi), Athesia-Tappeiner Verlag
- 2023: Die Galeristin – Zweiter Fall für Farner und Terranostra (Meran-Krimi), Athesia-Tappeiner Verlag
- 2024: Der Baron – Dritter Fall für Farner und Terranostra (Meran-Krimi), Athesia-Tappeiner Verlag
- 2025: Die Meranerin – Vierter Fall für Farner und Terranostra (Meran-Krimi), Athesia-Tappeiner Verlag